# Atelopus eusebianus
Atelopus eusebianus es una especie de anfibios de la familia Bufonidae.
Es endémica de Colombia.
Su hábitat natural incluye praderas tropicales o subtropicales a gran altitud y ríos.
Está amenazada de extinción por la pérdida de su hábitat natural.